# Jesús de Cos
Jesús de Cos Pinto es un guionista de cómic español (Barcelona, 1957) adscrito a la malograda tercera generación o generación del 70 de la Escuela Bruguera, junto a autores como Esegé, los hermanos Fresno, Joan March o Rovira.

## Biografía
Jesús de Cos empezó a trabajar en Bruguera en 1976, tras presentarse en su sede como respuesta a una oferta laboral publicada en "La Vanguardia". Escribió guiones para las series Pepe Gotera y Otilio, El botones Sacarino y sobre todo Mortadelo y Filemón, todas creadas por Francisco Ibáñez.
También colaboró con Esegé en Neronius, Enrich en Leoncio, Jiaser en Pepe Trola o Iñigo en Trotamundo y en 1982 se incorporó a la Redacción de la editorial.
Con Miguel creó sus series más personales: Los desahuciados (sobre una banda de roqueros que sobrevivía entre concierto y concierto. Creada para Mortadelo en 1987), Fernández (una parodia de las historietas fantásticas tipo Conan) o Segundo Tictac (sobre un motorista que podía viajar por el tiempo)  hasta que con el cierre de Bruguera, pasó a ser editor en Ediciones B.